# Teresina
Teresina este un oraș în Piauí (PI), Brazilia.